# 真夜中ドラマ
「真夜中ドラマ」（まよなかドラマ）は、2018年4月から毎週日曜日 0:00 - 0:30（土曜日 24:00 - 24:30）にBSテレビ東京（BSテレ東）で放送されている深夜ドラマ枠。

## 概要
枠設立当初は『真夜中ドラマJ』（まよなかドラマジェー）だったが、BSジャパンからBSテレ東へのサービス名称変更に伴い、現在の枠名となった。
大阪府のみ、製作委員会にテレビ大阪が参画（かつ、交互にBSテレ東と製作幹事局としてクレジット）している関係で、当日1:00から1:30に「テレビ大阪真夜中ドラマ（J）」として地元企業協賛のもと時差ネットしている。
また、原則1クールごとに製作幹事局を、BSテレ東（春、秋クール）と、テレビ大阪（夏、冬クール）交代で担当している。

## 作品
凡例
- ★ - BSテレ東製作幹事
- ☆ - テレビ大阪製作幹事

### 『真夜中ドラマJ』時代

#### 2018年
- 逃亡花（4月15日 - 7月8日[注 3]、全12話、原作：香川まさひと・和気一作、主演：蒼井そら）★
- グッド・バイ（7月15日 - 9月30日、全12話、原案：太宰治、原作：羽生生純、主演：大野拓朗）☆

### 『真夜中ドラマ』時代

#### 2018年
- 江戸前の旬（10月13日 - 12月30日、全12話、原作：九十九森・さとう輝、主演：須賀健太）★

#### 2019年
- 面白南極料理人（1月13日 - 3月31日、全12話、原作：西村淳、主演：浜野謙太）☆
- 歌舞伎町弁護人 凛花（4月14日 - 7月7日、全12話、原作：花小路ゆみ・松田康志、主演：朝倉あき）★
- まどろみバーメイド〜屋台バーで最高の一杯を。〜（7月14日 - 9月29日、全12話、原作：早川パオ、主演：木竜麻生）☆
- 江戸前の旬 season2（10月20日 - 2020年1月5日、全12話、原作：九十九森・さとう輝、主演：須賀健太）★

#### 2020年
- ハイポジ 1986年、二度目の青春。（1月12日 - 3月29日、全12話、原作：きらたかし、主演：今井悠貴）☆
- 女ともだち（4月12日 - 7月26日、全12話、原作：柴門ふみ、主演：原沙知絵）★
- 名建築で昼食を（8月16日 - 10月18日、全10話、原案：甲斐みのり、主演：池田エライザ・田口トモロヲ）☆
- どんぶり委員長（10月25日 - 2021年1月3日、全12話、原作：市川ヒロシ、主演：伊原六花）★

#### 2021年
- 京阪沿線物語〜古民家民泊きずな屋へようこそ（1月10日 - 3月28日、全12話、主演：小西桜子）☆[1]
- 高嶺のハナさん（4月11日 - 6月27日、全12話、原作：ムラタコウジ、主演：泉里香）★
- ホメられたい僕の妄想ごはん（7月11日 - 9月26日、全12話、原案：休日課長、主演：高杉真宙）☆
- ごほうびごはん（10月3日 - 12月19日、全12話、原作：こもとも子、主演：桜井日奈子）★

#### 2022年
- まったり!赤胴鈴之助（1月9日 - 3月27日、全12話、原作：武内つなよし『赤胴鈴之助』、主演：尾上松也）☆
- 今夜はコの字で Season2（4月10日 - 6月26日、全12話、原作：加藤ジャンプ・土山しげる、主演：中村ゆり・浅香航大）★
- イケメン共よ メシを喰え（7月10日 - 9月25日、全12話、原作：東田基、主演：筧美和子）☆
- 高嶺のハナさん2（10月2日 - 12月18日、全12話、原作：ムラタコウジ、主演：泉里香）★

#### 2023年
- わたしの夫は-あの娘の恋人-（1月15日 - 4月2日、全12話、原作：あいざわあつこ・ツキシロギン、主演：山下リオ）☆
- 婚活食堂（4月16日 - 7月9日、全12話、原作：山口恵以子、主演：菊池桃子）★
- 湯遊ワンダーランド（7月16日 - 10月1日、全12話、原作：まんきつ、主演：ともさかりえ）☆
- 猫カレ-少年を飼う-（10月8日 - 12月24日、全12話、原作：青井ぬゐ、主演：石川恋）★

#### 2024年
- ドラマ 地球の歩き方（1月14日 - 3月31日、全12話、原案：地球の歩き方、主演：三吉彩花・森山未來・松本まりか・森山直太朗）☆
- ホメられたい僕の妄想ごはん（4月7日 - 6月23日、全12話、原案：休日課長、主演：高杉真宙）※再放送
- まったり!赤胴鈴之助（7月7日 - 9月22日、全12話、原作：武内つなよし『赤胴鈴之助』、主演：尾上松也）※再放送
- バツコイ（10月20日 - 2025年1月5日、全12話、原作：月子、主演：高田里穂）★

#### 2025年
- それでも俺は、妻としたい（1月12日 - 3月30日、全12話、原作：足立紳、主演：風間俊介・MEGUMI）☆
- イケメン共よ メシを喰え（4月6日 - 6月22日、全12話、原作：東田基、主演：筧美和子）※再放送

## ネット配信
- 原則、Lemino[注 4]で一週前に定額見放題で先行配信される。
- ネットもテレ東、TVerで最新回が広告付き無料で視聴可能[注 5]。